# Fleksitarianizm
Fleksitarianizm (z ang. flexible – elastyczny), elastyczny wegetarianizm – dieta roślinna polegająca na okazjonalnym spożywaniu posiłków zawierających mięso lub ryby np. poza domem, na przyjęciach, w domach przyjaciół lub rodziny.
Pojęcie to zostało użyte po raz pierwszy przez Lindę Anthony 17 października 1992 roku. Pojęcia fleksitarianizm i semiwegetarianizm stosowane są zamiennie.
Dieta ta ma wielu zwolenników wśród osób niestawiających sobie za cel przejście na wegetarianizm, lecz jedynie zdrowsze odżywianie. W rankingu 39 diet Best Diets Overall, wśród najbardziej polecanych, zaraz po diecie śródziemnomorskiej, i diecie DASH, znalazła się dieta fleksitariańska.
Fleksitarianizm jest kompromisowym sposobem odżywiania, gdyż nie eliminuje z diety żadnej grupy produktów. Uważa się, że ta dieta pomaga schudnąć i poprawia stan zdrowia. Jest polecana dla osób z: insulinoopornością, nadwagą, otyłością, cukrzycą, nadciśnieniem tętniczym, chorobami serca, hipercholesterolemią.

## Odmiany fleksitarianizmu
- Semiwegetarianizm (łac. semi-, pół) – rygorystyczna, eliminacyjna, wariacja fleksitarianizmu, ograniczająca spożycie wybranych rodzajów mięs. Semiwegetarianizm wyłącza zupełnie mięso czerwone (wieprzowinę i wołowinę), a dopuszcza mięso białe (drób i ryby). Dozwolone jest spożywanie jaj, miodu i mleka wraz z jego przetworami. Rozróżnia się dwie odmiany semiwegetarianizmu:
  - pollotarianizm dopuszcza spożywanie mięsa drobiu,
  - peskatarianizm dopuszcza spożywanie mięsa ryb.

## Elastyczny wegetarianizm a wegetarianizm
Fleksitarianizm oraz semiwegetarianizm w odróżnieniu od diety wegetariańskiej lub wegańskiej dopuszczają spożywanie mięsa. Spożywanie mięsa pozwala na dostarczenie organizmowi:
- witaminy B12, którą organizm otrzymuje z wybranych rodzajów mięs, produktów pochodzenia zwierzęcego, albo przez suplementację.
- łatwoprzyswajalnego pełnowartościowego białka, żelaza, cynku[6]

Uważa się, że tego rodzaju diety bywają etapem przejściowym pomiędzy jedzeniem potraw mięsnych a wegetarianizmem lub weganizmem.